# Бронедрезина Матваль
Бронедрезина Матваль — одна из первых советских бронедрези́н РСФСР и СССР, соответствующая легким бронедрезинам по вооружению и назначению.
Предназначались для разведки, в том числе в интересах бронепоездов, охранения вдоль железнодорожного пути (в том числе и охранения бронепоездов при ведении ими боевых действий и в районах, где была угроза диверсий против бронепоезда/ов), и для решения других боевых задач (доставка командиров и начальников, посыльных с документами и т. д.).

## История
Бронедрезины широко применялись многими странами на железных дорогах в первой половине XX века.
В РККА бронедрезины входили в отдельные бронепоезда — воинские части (и, начиная с 1930-х годов, дополнительно, кроме входящих в бронепоезда) в дивизионы бронепоездов броневых сил → автобронетанковых войск Красной Армии Советской России и СССР.
Бронедрезины Матваль спроектированы Вальднером С. С. вместе Маттиссоном, отсюда их название Матваль (Маттиссон—Вальднер).
В 1915 году техник автомобильной роты Вальднер вместе с командиром роты Маттиссоном спроектировал и сделал из частей разбитых автомобилей железнодорожную мотодрезину (по современной классификации автодрезину) с коробкой передач (КПП) собственной разработки. КПП имела реверс, позволяющий двигаться вперед и назад с одинаковыми скоростями.
К середине 1917 года Вальднер с Маттиссоном усовершенствовали автодрезину и разработали новые проекты автодрезин, имевшие общую черту — у них у всех автомобильные агрегаты.
Во время Гражданской войны Вальднер продолжал совершенствовать автодрезину, сделав в сентябре 1919 года грузовую дрезину с использованием агрегатов автомобиля Уайт, которая на испытаниях развила до 90 км/ч.

## Проектирование
Работами Вальднера заинтересовались военные и начальствующий состав ВЧК. Предполагали организовать производство пассажирских, грузовых и броневых дрезин для перевозки грузов, разведки и охраны железных дорог, сопровождения важных составов и бронепоездов. Для организации проектирования и изготовления мотодрезин 27 декабря 1919 года при промвоенсовете РСФСР создали «Бюро по постройке моторных дрезин системы Матваль» — Матвальбюро, председателем назначен С. Вальднер. Делать шасси дрезин поручили Путиловскому заводу, бронировать их — Ижорскому заводу, имевшему опыт производства бронеавтомобилей.
В конце февраля 1920 года на Ижорском заводе сделали одну бронедрезину Матваль с 37-мм пушкой Гочкиса во вращающейся башне и четырьмя пулеметами Максим в бортовых установках. Она с 7-мм броней и экипажем 8 человек. Но испытания показали, что дрезина громоздка, с малой скоростью и с слабыми рессорами, а стрельба из орудия и пулеметов неудобна.
Для организации разработки лучшей бронедрезины 24 апреля 1920 года собрано «совещание по бронированию мотодрезин Матваль по заказу ВЧК и для Западного фронта», в протоколе которого:

«Присутствовали: председатель — заведующий Матвальбюро Промвоенсовета тов. Вальднер; врид. Бронеотделением ВОМОРпрома тов. Кондратьев; заведующий бронеотделением Ижорского завода инженер Обухов; представитель главброни инженер Титов.
В результате обмена мнениями совещание полагало бы необходимым дать следующие заказы Ижорскому заводу:
1. Изготовить эскиз бронедрезины с двумя вращающимися пулеметными башнями для 2,5-тонного шасси Уайт;
2. Изготовить эскиз бронирования мотодрезины с вращающейся башенной пушечной установкой (37-мм автомат) и с пулеметным круговым обстрелом.
Примечание. Все типы бронирования должны быть снабжены амбразурами у пола для стрельбы с колена по уклону насыпи из автоматических ружей и пистолетов…
Срок исполнения эскизов следует считать 17 мая сего года».
— 

## Производство
1920 году на Сормовском заводе изготовили 4 бронедрезины Матваль из бронеавтомобилей Шеффильд-Симплекс (25 поставлены из Великобритании в 1915—1916 годах). При переделки их в бронедрезины Матваль с бронеавтомобилей снимали броню и меняли каркас, так как английский из дерева, и ставили на них новый задний мост от грузовика «Уайт», дополнительный топливный бак и 2 железнодорожные колесные пары диаметром 800 мм. Все 4 бронедрезины переданы бронепоездам Юго-Западного и Западного фронтов.
В январе 1921 года председатель Совета военной промышленности написал на Ижорский и Путиловский заводы, что на основании заявления главного военно-инженерного управления Ижорскому заводу заказана бронировка двух дрезин Матваль и Путиловскому заводу — разработка, изготовление и установка одной 3-х дюймовой противоштурмовой пушки на условиях — 1. Забронировать одну дрезину по чертежам Ижорского завода по типу пулеметных бронеавтомобилей «Остин» с двумя башнями. Сдача 30 апреля 1921 года. 2. Забронировать одну дрезину по проекту Путиловского завода для установки 3-х дюймовой противоштурмовой пушки и двух пулеметов. Срок сдачи на Путиловском заводе 30 июня 1921 года. 3. Шасси Матваль для пушечной дрезины испытывают, принимают представителем ГВИУ на Путиловском заводе и отправляют на Ижорский завод не позднее 15 марта 1921 года.
Но бронировали дрезины медленно — только закончилась Гражданская война в европейской части РСФСР, повсеместно разруха. К январю 1921 года изготовление дрезин Матваль перевели на 2-й Государственный авторемонтный завод. Использовали шасси разных автомобилей, не подлежащих восстановлению, к этому времени таких было много. Посетивший 2-й ГАРЗ начальник техбюро Главного управления военной промышленности (ГУВП) 14 марта 1922 года представил руководству ГУВП справку о работах по дрезинам Матваль, в которой написано, что бронировка последних 9 бронедрезин может быть проведена на Ижорском заводе в октябре — декабре 1922 года по 3 в месяц.
Всего в 1920—1922 годах на Ижорском и Сормовском заводах изготовили 9 бронедрезин Матваль (1 пушечную и 8 пулеметных).

### Характеристики

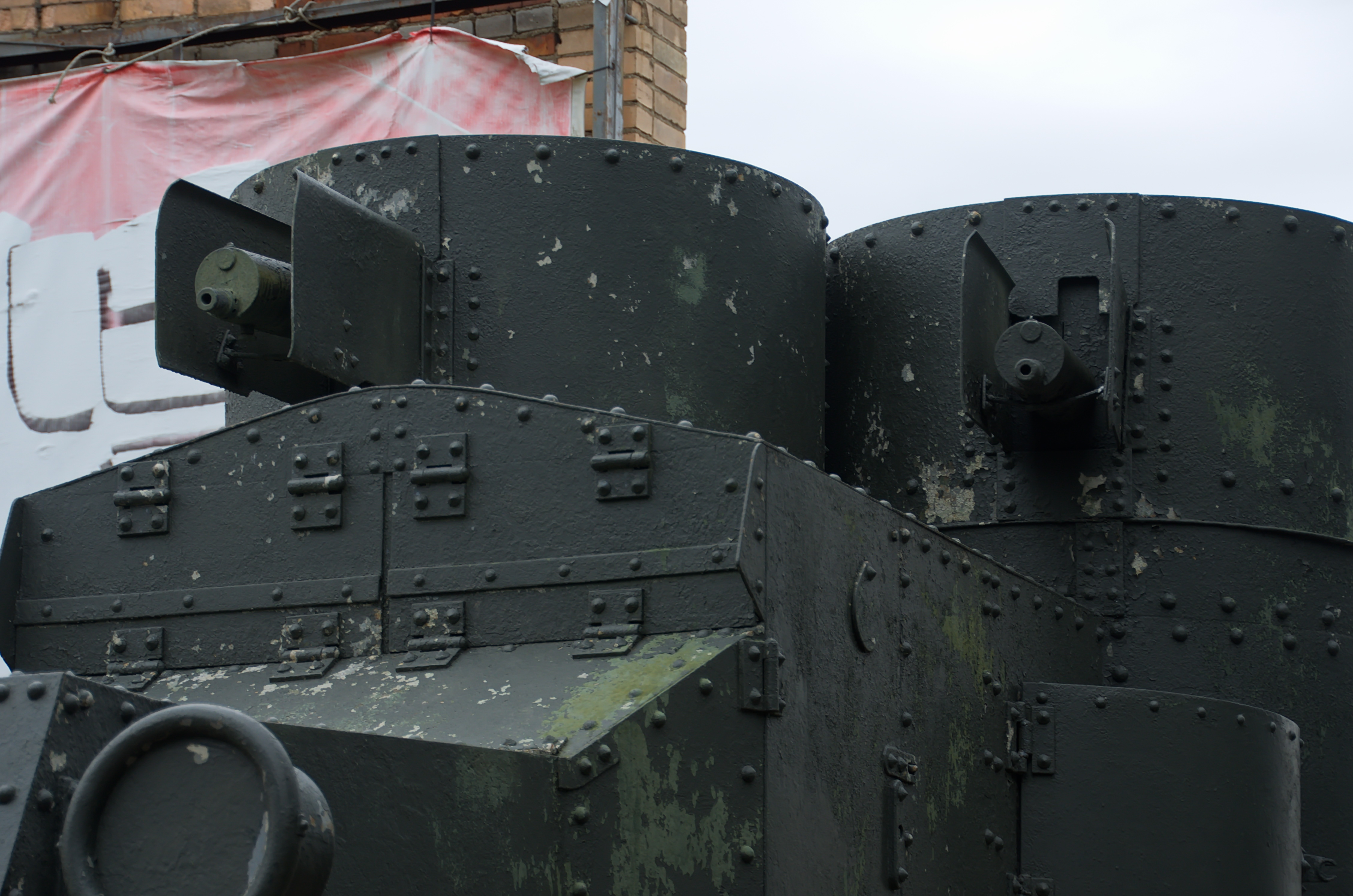
Башни похожего бронеавтомобиля с пулемётами Максима

Задний мост от грузовика «Уайт», дополнительный топливный бак и 2 железнодорожные колесные пары диаметром 800 мм. Боевая масса 5,735-5,750 т, двигатель в 22 л. с. позволял им разгоняться на железной дороге до 50 км/ч, два пулемёта Максим в двух вращающихся башнях, экипаж 5 человек, емкость баков для топлива (один сзади и один под сиденьем водителя) 115 кг. Система бронирования сходна с бронеавтомобилями Остин (3-й или 4-й серии), важные места забронированы сталью 8 мм, второстепенные 4 мм, качество брони разное. Допустимая скорость на прямых участках 50 км/ч, а на путях станций − 15 км/ч. .

## Служба
В 1925 году пушечную бронедрезину разобрали, а пулеметные продолжали служить в бронепоездных частях РККА ещё долго.
На 5 февраля 1930 года 4 бронедрезины Матваль в 1-м и 2 в 7-м отдельных дивизионах бронепоездов и 2 во 2-м полку бронепоездов. В ведомости бронедрезин Матваль в 1-м дивизионе бронепоездов Украинского военного округа 20 марта 1930 года, что 4 бронедрезины типа Матваль в 1-м дивизионе с мая 1927 года, поступили из 2-го дивизиона бронепоездов.
За время пребывания в дивизионе с 1927 по 1930 год каждой сделано по 2500 км пробега
В начале 1930-х годов бронедрезины Матваль перевели в учебные — они сильно износились, а запасных частей к ним не было. Например, 8 февраля 1935 года командир отдельного полка бронепоездов в акте передачи полка новому командиру писал, что в полку 3 учебные
бронедрезины, требующие капитального ремонта.
В 1938 году устаревшие бронедрезины Матваль сняли с вооружения РККА. Большую часть отправили на металлом, одну передали войскам НКВД по охране железных дорог, где использовали как учебную до 1942 года.

## Оценка
Для 1920—1922 годов в Советской России бронедрезины Матваль были шагом вперед, так как имеющихся трёх бронедрезин постройки ещё 1915—1916 годов было мало, а других источников пополнения количества этих нужных для обеспечения разведки, в том числе и для отдельных бронепоездов, охранения вдоль железнодорожного пути (в том числе и охранения бронепоездов при ведении ими боевых действий и в районах, где была угроза диверсий против бронепоезда/ов), и для решения других боевых задач (доставка командиров и начальников, курьеров с документами и т. д.) машин практически не было.
В то же время изготовление бронедрезин на импортных шасси, которые уже не поставляли в страну, как и запасные части к ним, хотя они были изношены, снижало боеготовность этих машин и не могло быть источником получением большого количества бронедрезин, нужного для обеспечения боевой деятельности и даже для боевой подготовки.
В общем бронедрезин Матваль изготовили мало (9 на 71 бронепоезд к апрелю или 103 к октябрю 1920 , 122 бронепоезда к февралю 1922 года, к сентябрю 1924 года бронепаровозов и бронеплощадок (бронированных вагонов) на 105 бронепоездов, в начале 1930 года бронепаровозов и бронеплощадок в частях и на складах на 42 бронепоезда), и они не могли оказать и, вероятно, не оказали существенного влияния на боевые возможности бронепоездов и других частей в полосе железных дорог.

### Комментарии
1. При переделке в бронедрезины Матваль заменяли деревянный каркас на металлический, ставили железнодорожные колеса и новый задний мост — внешний вид машины и форма корпуса немного менялись
2. ↑  При переделке в бронедрезины Матваль заменяли деревянный каркас на металлический, ставили железнодорожные колеса и новый задний мост — внешний вид машины и форма корпуса немного менялись
3. ↑  До февраля 1943 года офицеров в Вооружённых Силах и силовых структурах (НКВД и другие) СССР не было, военнослужащие и работники силовых структур командного, начальствующего и политического состава назывались, соответственно, командиры, начальники и политработники